# Cyient
Cyient est une entreprise de génie électrique indienne. Anciennement Infotech Enterprises, elle a changé de nom pour Cyient en mai 2014.